# Ravlunda landskommun
Ravlunda landskommun var en tidigare kommun i dåvarande Kristianstads län.

## Administrativ historik
Kommunen bildades i Ravlunda socken i Albo härad i Skåne när 1862 års kommunalförordningar trädde i kraft. 
Vid kommunreformen 1952 uppgick kommunen i Brösarps landskommun som upplöstes 1969 då denna del uppgick i Simrishamns stad som 1971 ombildades till Simrishamns kommun.